# Llenguado pelut
El llenguado pelut o peluda (Microchirus variegatus) és un peix teleosti de la família dels soleids i de l'ordre dels pleuronectiformes.

## Morfologia
- La talla màxima és de 20 cm.
- És un peix pla amb el cos relativament llarg, oval i deprimit.
- La línia lateral apareix a la cara oculada i és recta.
- El cap és petit.
- Els ulls es troben al costat dret i el superior es troba per davant de l'inferior.
- El morro és arrodonit i la boca es troba en posició una mica ínfera i és petita i obliqua.
- Les dents són petites.
- El preopercle no és visible (es troba recobert per la pell).
- Tant l'aleta dorsal com l'anal són bastant llargues.
- La pectoral de la cara oculada és un poc més grossa que la de la cara no oculada.
- És de color groc grisós amb bandes transversals amples i fosques que apareixen també a les aletes.
- La cara no oculada és blanca.[2]

## Reproducció
Es reprodueix durant l'hivern i la primavera al Mediterrani occidental.

## Alimentació
Menja petits invertebrats bentònics.

## Hàbitat
És bentònic de fons sorrencs i fangosos entre els 20 i 400 m. Pot aparèixer a vaires (zones sorrenques) de les praderies submarines.

## Distribució geogràfica
Es troba a les costes de l'atlàntic nord-oriental (des de les Illes Britàniques fins al Senegal) i a la Mediterrània.

## Pesca
Es captura amb xarxes de ròssec.